# Gordan Grlić Radman
Gordan Grlić Radman (ur. 6 czerwca 1958 w Tomislavgradzie) – chorwacki polityk i dyplomata, ambasador na Węgrzech i w Niemczech, od 2019 minister spraw zagranicznych i europejskich.

## Życiorys
W 1977 ukończył szkołę średnią w Zagrzebiu, a 1982 ekonomię rolnictwa na Uniwersytecie w Zagrzebiu. W latach 1989–1991 kształcił się w zakresie zarządzania w Bernie. Od 1997 do 2002 na macierzystej uczelni odbył studia podyplomowe ze stosunków międzynarodowych. W 2007 doktoryzował się na wydziale nauk politycznych Uniwersytetu w Zagrzebiu.
Od 1987 do 1991 pracował w prywatnym przedsiębiorstwie w Szwajcarii. Po powrocie do Chorwacji przez rok był zatrudniony na Uniwersytecie w Zagrzebiu. W 1992 dołączył do chorwackiej dyplomacji. Był radcą ambasady w Bułgarii i zastępcą ambasadora na Węgrzech, w 1997 w randze ambasadora objął funkcję dyrektora departamentu zasobów ludzkich w MSZ. W latach 1999–2000 pełnił funkcję sekretarza resortu. Następnie do 2004 zajmował się współpracą z państwami Europy Środkowej i Zachodniej. W latach 2004–2009 był dyrektorem departamentu do spraw Europy Środkowej, od 2005 wchodził w skład grupy roboczej do spraw negocjacji akcesyjnych z UE. W 2009 został stałym przedstawicielem Chorwacji w Komisji Dunajskiej, w latach 2011–2014 był sekretarzem tej instytucji, a w 2017 powołany na jej przewodniczącego. W 2012 mianowany ambasadorem Chorwacji na Węgrzech, w 2017 został natomiast ambasadorem w Niemczech.
Członek Chorwackiej Wspólnoty Demokratycznej. W lipcu 2019 w trakcie rekonstrukcji gabinetu objął urząd ministra spraw zagranicznych i europejskich w rządzie Andreja Plenkovicia. W 2020 z listy HDZ wybrany na posła do Zgromadzenia Chorwackiego. W lipcu tegoż roku w drugim gabinecie dotychczasowego premiera pozostał na zajmowanym stanowisku rządowym. W 2024 z powodzeniem ubiegał się o poselską reelekcję. W maju tego samego roku w trzecim rządzie lidera HDZ również objął stanowisko ministra spraw zagranicznych i europejskich.